# Patrick Mouratoglou
Patrick Jean André Mouratoglou (nascido em 8 de junho de 1970) é um treinador de tênis e comentarista esportivo francês de ascendência grega. Ele foi o treinador de Serena Williams de junho de 2012 a 2022. Mouratoglou também foi o treinador de Simona Halep. 

## Carreira de treinador
Ele fundou a Mouratoglou Tennis Academy em 1996 perto de Paris (mais tarde mudou-se para os arredores de Nice) e treinou muitos jogadores promissores, incluindo Marcos Baghdatis (a quem treinou até a final do Australian Open de 2006), Julia Vakulenko [en], Anastasia Pavlyuchenkova, Aravane Rezaï, Irena Pavlovic [en], Jérémy Chardy, Laura Robson, Yanina Wickmayer e Grigor Dimitrov.
Mouratoglou começou a treinar o jogador da ATP Marcos Baghdatis em 1999, quando Mouratoglou o convidou para sua Academia de Tênis em outubro de 1999, para uma experiência de uma semana. Baghdatis era, de acordo com Mouratoglou, "nem um pouco atleta", porém em sete anos ele se tornaria o nº 1 mundial júnior, ganharia o título masculino do Australian Open de 2003, chegaria à final do mesmo torneio em 2006 e chegaria aos dez melhores do mundo.
Em julho de 2007, ele começou a treinar Anastasia Pavlyuchenkova. Em dois anos, Pavlyuchenkova alcançou o top 30 do mundo e, desde então, chegou às quartas de final de dois Grand Slam e alcançou o 13º lugar no ranking mundial, o melhor da carreira. Eles terminaram sua associação em agosto de 2009, e Mouratoglou passou a treinar Aravane Rezaï e Yanina Wickmayer. Rezaï teve uma temporada de sucesso em 2010, entrando no top 20 do mundo e vencendo o evento Premier em Madri, enquanto Wickmayer alcançou o 12º lugar no ranking mundial, em abril de 2010. Mouratoglou parou de trabalhar com Rezaï e Wickmayer em agosto de 2010 e abril 2012, respectivamente.
Em dezembro de 2010, Mouratoglou começou a treinar Laura Robson, que era a número 217 do mundo na época e ainda lutava para entrar no torneio sênior. Eles trabalharam juntos por seis meses antes de se separarem pouco antes de Wimbledon em 2011, quando Robson ainda lutava para progredir no WTA Tour, tendo caído ainda mais para o número 257 do mundo. Nesse mesmo período, Mouratoglou também treinou Jérémy Chardy em sua academia. Em março de 2012, Mouratoglou começou a treinar Grigor Dimitrov e começou a guiá-lo de volta ao top 100 do mundo, tendo caído para a posição 102 quando começou. Esta associação terminou em setembro daquele ano e Mouratoglou passou a treinar Serena Williams.
Quando Mouratoglou começou a treinar Williams, ela havia acabado de sofrer sua primeira derrota na primeira rodada no sorteio principal de um torneio do Grand Slam, perdendo na primeira rodada do Aberto da França de 2012. Desde então, Mouratoglou levou Williams ao seu quinto, sexto e sétimo títulos em Wimbledon, a medalha de ouro olímpica, seu quarto, quinto e sexto títulos no US Open, seu segundo e terceiro títulos no Aberto da França, três títulos consecutivos em WTA Finals, seu sexto e sétimo título do Australian Open e a levou de volta ao primeiro lugar no ranking WTA.
Em 2015, Stefanos Tsitsipas começou a treinar em suas academias de tênis, além de ser treinado por Patrick Mouratoglou e seu pai Apostolos Tsitsipas.
Na primavera de 2022, Simona Halep começou a treinar com Mouratoglou. Ele começou a treinar o jovem fenômeno Holger Rune em outubro de 2022 na ausência de Halep do WTA Tour devido à suspensão por doping dela, e ajudou a levá-lo ao seu primeiro título Masters 1000, derrotando Novak Djokovic na final.
Em setembro de 2024, a ex-número 1 do mundo e vencedora de 4 Grand Slams, Naomi Osaka, confirmou que Mouratoglou era seu novo técnico após o fim da parceira da japonesa com o belga Wim Fissette. 